# Peter Peacock

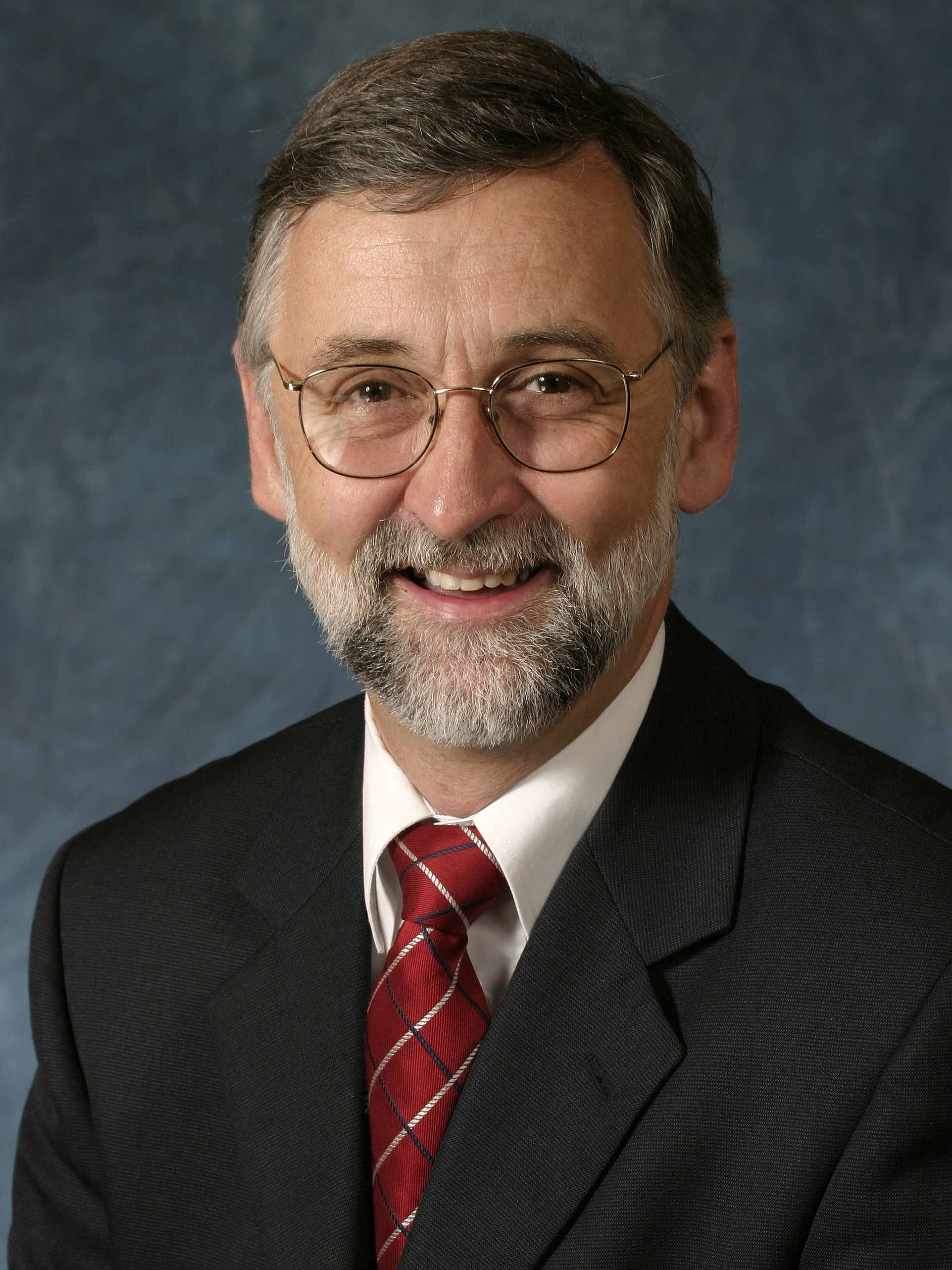
Peter Peacock, 2003

Peter Peacock (* 27. Mai 1952 in Edinburgh) ist ein schottischer Politiker und Mitglied der Labour Party.
1982 wurde Peacock in den Regionalrat von Highland gewählt und gehörte diesem viele Jahre lang an. Erstmals trat Peacock bei den Schottischen Parlamentswahlen 1999 zu nationalen Wahlen an. Hierbei bewarb er sich nicht um das Direktmandat eines Wahlkreises, sondern um eines der sieben zu vergebenden Mandate der Wahlregion Highlands and Islands. Auf der Regionalwahlliste der Labour Party nahm er den ersten Rang ein und zog infolge des Wahlergebnisses als einer von drei Kandidaten der Labour Party für Highlands and Islands in das neugeschaffene Schottische Parlament ein. Dort wurde er zum stellvertretenden Bildungsminister ernannt und bekleidete dieses Amt bis Oktober 2000. Anschließend hatte er bis zum Ende der Legislaturperiode den Posten des stellvertretenden Finanzministers inne.
Bei den Parlamentswahlen 2003 bewarb sich Peacock um das Direktmandat des Wahlkreises Moray, erhielt jedoch nur die dritthöchste Stimmenanzahl. Da er aber wiederum auf der Regionalwahlliste für Highlands and Islands gesetzt war, verteidigte er auf Grund des Wahlergebnisses seinen Parlamentssitz. Im neugebildeten Kabinett wurde Peacock zum Bildungsminister bestellt und folgte damit auf Cathy Jamieson. Tavish Scott wurde neuer stellvertretender Finanzminister. 2006 gab Peacock seinen Rücktritt als Minister aus gesundheitlichen Gründen bekannt. Bei den folgenden Parlamentswahlen 2007 verteidigte er seinen Parlamentssitz und schied zum Ende der Legislaturperiode aus dem Parlament aus.